# Урал-63095
Урал-63095 «Тайфун-У» (шифр ОКР — «Тайфун») — российский многофункциональный, модульный бронеавтомобиль семейства «Тайфун». Шасси автомобиля капотное, рамное, полноприводное, трёхосное. Производится на Уральском автомобильном заводе, индекс «У» означает «уральский».
Может быть использован в качестве разведывательной, командно-штабной машины, машины РЭБ/РТР или связи, санитарной машины или для ведения инженерной, радиационной, химической и биологической разведки, осуществления грузоперевозок.

## Характеристики
- Полная масса: 26,5 т
- Экипаж: 16 + 3 в кабине
- Колёсная формула: 6×6
- Мощность двигателя: 450 л. с.
- Удельная мощность: 17 л.с./т
- КПП: автоматическая
- Шины: пулестойкие с автоподкачкой
- Тип брони: разнесённая, комбинированная, навесная из стали и керамики
- Класс защиты: всеракурсная от 14,5-мм бронебойных пуль, до 8 кг взрывчатки под днищем
- Вооружение: дистанционно управляемый модуль, бойницы
- Вес стеклоблоков: 300 кг
- Ёмкость топливных баков: 2x210 л

## Операторы
- Россия — 180 единиц по состоянию на 2017 год[5]